# Mikuláš Janus
Mgr. Mikuláš Janus byl český římskokatolický kněz, děkan kolegiátní litoměřické kapituly a v letech 1551 až 1559.

## Život
Narodil se někdy kolem roku 1500. Získal univerzitní vzdělání a stal se univerzitním Mistrem a knězem. Jako kněz vykonával funkci faráře v Ústí nad Labem až do svého jmenování děkanem litoměřické kapituly v roce 1551.
Protože probošt litoměřické kapituly Kašpar z Logau byl zaneprázdněn povinnostmi v Praze pověřil Mgr. Januse stykem s městskou litoměřickou radou a řešením praktických místních záležitostí týkající se správy kapituly v Litoměřicích. Děkan Mikuláš Janus zemřel v roce 1559.